# ☆ギミギミ☆
「☆ギミギミ☆」（Gimme Gimme）は、2011年6月15日にリリースされたSuGのメジャー5枚目のシングルである。発売元はポニーキャニオン。

## 解説
キャッチコピーは「甘い甘いクリーミー系ダンスチューン！」。初回限定盤にはそれぞれVIDEO CLIPが収録されたDVDがついていて、通常盤にはトレーディングカード全10種の内1種を封入している。
映画『ポールダンシングボーイ☆ず』主題歌となり、テレビ朝日「お願い!ランキング」2011年度6月度エンディングテーマソングとなったことで、SuGとしては初めてのダブルタイアップとなった。
2011年6月11日には、タイの大手飲料メーカーOISHI「CHAKULZA」のCMソングに起用された。

## 収録曲

### 初回限定盤A/B
CD
1. ☆ギミギミ☆
2. キニシィヤンキーズ

DVD (A)
1. 「☆ギミギミ☆」 VIDEO CLIPオリジナルver.収録

DVD (B)
1. 「☆ギミギミ☆」 VIDEO CLIPメンバー・フィーチャリングver.収録

### 通常盤
1. ☆ギミギミ☆
2. キニシィヤンキーズ
3. 契約彼女、生贄彼氏